# Tractat de Córdoba
El Tractat de Córdoba o els Tractats de Córdoba són el document que reconeix la independència del virregnat de la Nova Espanya signat a la ciutat de Córdoba, Veracruz el 24 d'agost de 1821 per Juan O'Donojú, primer i últim cap polític superior de la Nova Espanya, i Agustín de Iturbide, comandant de l'Exèrcit Trigarant, després de la batalla d'Azcapotzalco del 19 d'agost.
El text està format per disset articles que representen una extensió del Pla d'Iguala. Aquest acord va ser rebutjat pel govern d'Espanya. El reconeixement de la independència mexicana esdevindria a través d'un altre acord, de 28 de desembre de 1836, el «Tractat de pau i amistat entre Mèxic i Espanya».
El tractat és el document que consumà la independència de Mèxic i establí un govern monàrquic constitucional, conegut com el Primer Imperi Mexicà. El tractat oferia la corona de l'imperi a Ferran VII d'Espanya—i així Mèxic i Espanya compartirien el mateix monarca, però amb dues Corts separades—o a algun dels infants. Si cap d'aquests acceptés la corona, llavors, les Corts Imperials designarien un emperador. En ser signat per un cap polític espanyol i un dels insurgents, és reconegut com el tractat que reconegué la independència de Mèxic.
El 27 de setembre de 1821, l'Exèrcit Trigarant, o l'Exèrcit de les Tres Garanties, entrà victoriós a la ciutat de Mèxic, i el 28 de setembre se signà l'Acta d'independència de Mèxic.

## Contingut
En aquest tractat pretén el reconeixement de Mèxic com un imperi independent de la Monarquia espanyola. L'imperi mexicà es reconeixia com monàrquic constitucional i moderat. En primer terme el govern de la nació independent mexicana s'oferia a la família de Borbó, en primer lloc a Ferran VII de Borbó, i en el cas de no presentant-se a Mèxic en el terme que el seu congrés assenyalés per prestar jurament, serien cridats els seus germans, els infants Carles, Francesc de Paula, o el seu cosí l'arxiduc Carles Lluís, -aquest últim fill de Maria Lluïsa de Borbó i net de Carles III d'Espanya- o un altre individu de casa regnant que determinés el congrés. En cas que cap d'aquests acceptés la corona de Mèxic, les corts designarien el nou monarca mexicà, sense especificar si havia de pertànyer a alguna casa regnant europea o si podia nomenar-se a qualsevol mexicà.
Aquesta darrera frase, que no havia estat inclosa en el Pla d'Iguala, va ser incorporada per Iturbide per deixar oberta l'oportunitat de ser electe un ciutadà Mexicà. D'altra banda, Juan O'Donojú en el seu caràcter de cap polític superior no estava capacitat per signar el document, però va accedir a signar-a títol personal.

## Signatura i conseqüències
O'Donojú no tenia facultats en aquesta potestat per renunciar a cap part del territori espanyol, però un cop signats els tractats, O'Donojú va enviar una còpia dirigida a Francisco Novella qui es trobava a la Ciutat de Mèxic. Novella que exercia com a cap de govern i Capità General de Nova Espanya va convocar a una junta de guerra a la qual van assistir membres de la diputació provincial, de l'ajuntament, del clergat i els més alts caps militars. Van concloure que el document hauria de ser ratificat pel govern espanyol i van sol·licitar la presència d'O'Donojú, que encara que va reconèixer els seus graus militars, però no el càrrec polític de Novella adquirit amb la destitució de Juan Ruiz d'Apodaca. Es va concertar una reunió a Tacubaya, la qual es va celebrar el 13 de setembre amb la presència d'Iturbide. Novella, els membres de l'Ajuntament i de la diputació provincial van reconèixer a O'Donojú com el nou cap polític Superior després de diverses hores de discussió a porta tancada.
El 27 de setembre de 1821, l'Exèrcit Trigarant entrava a la Ciutat de Mèxic i el 28 de setembre els mexicans elaboren l'Acta d'Independència de Mèxic que declara la seva independència. Seguidament Joan O'Donojú va morir de manera sobtada el 8 d'octubre de 1821 a Mèxic. Les Corts espanyoles van rebutjar el Tractat de Còrdova i la independència mexicana, publicant aquesta determinació en la Gaseta de Madrid els dies 13 i 14 de febrer de 1822. El Congrés constituent mexicà proclama a Agustín d'Iturbide emperador de Mèxic el 18 de maig de 1822. El 19 de març de 1823 Iturbide abdica després de la Revolució del Pla de Casa Mata, i el Congrés mexicà va considerar nuls el Pla d'Iguala i els Tractats de Còrdova que van unir al país i atorgaven la independència mexicana.